# 10323 Frazer
10323 Frazer (1990 VW6) là một tiểu hành tinh vành đai chính.